# Elbląg (stacja kolejowa)
Elbląg – dworzec kolejowy w Elblągu, w województwie warmińsko-mazurskim, w Polsce. Według klasyfikacji PKP ma kategorię C. Dworzec posiada 3 zadaszone perony połączone ze sobą przejściem podziemnym.

## Pasażerowie
W roku 2017 wymiana pasażerska wyniosła 1,1 mln osób (3 tys. dziennie), co dało jej 80. miejsce w Polsce.
W roku 2018 stacja obsługiwała 3,1 tys. pasażerów na dobę (łącznie 1,13 mln osób).
W roku 2019 wymiana pasażerska wyniosła 1,13 mln osób (3,1 tys. dziennie), co dało jej 90. miejsce w Polsce.
W roku 2020 wymiana pasażerska wyniosła 695 tys. osób (1,9 tys. dziennie), co dało jej 82. miejsce w Polsce.
W roku 2021 wymiana pasażerska wyniosła 803 tys. osób (2,2 tys. dziennie), co dało jej 87. miejsce w Polsce.

## Historia
Budynek był budowany w latach 1845–1847. Nazywany był wschodnim (Ostbahnhof). Od 1895 roku bezpośrednio spod dworca kolejowego odjeżdżały tramwaje. Przed dworcem znajdował się mały park ze stawem.

## Przebudowy i modernizacje
Budynek został przebudowany w 1937 roku.

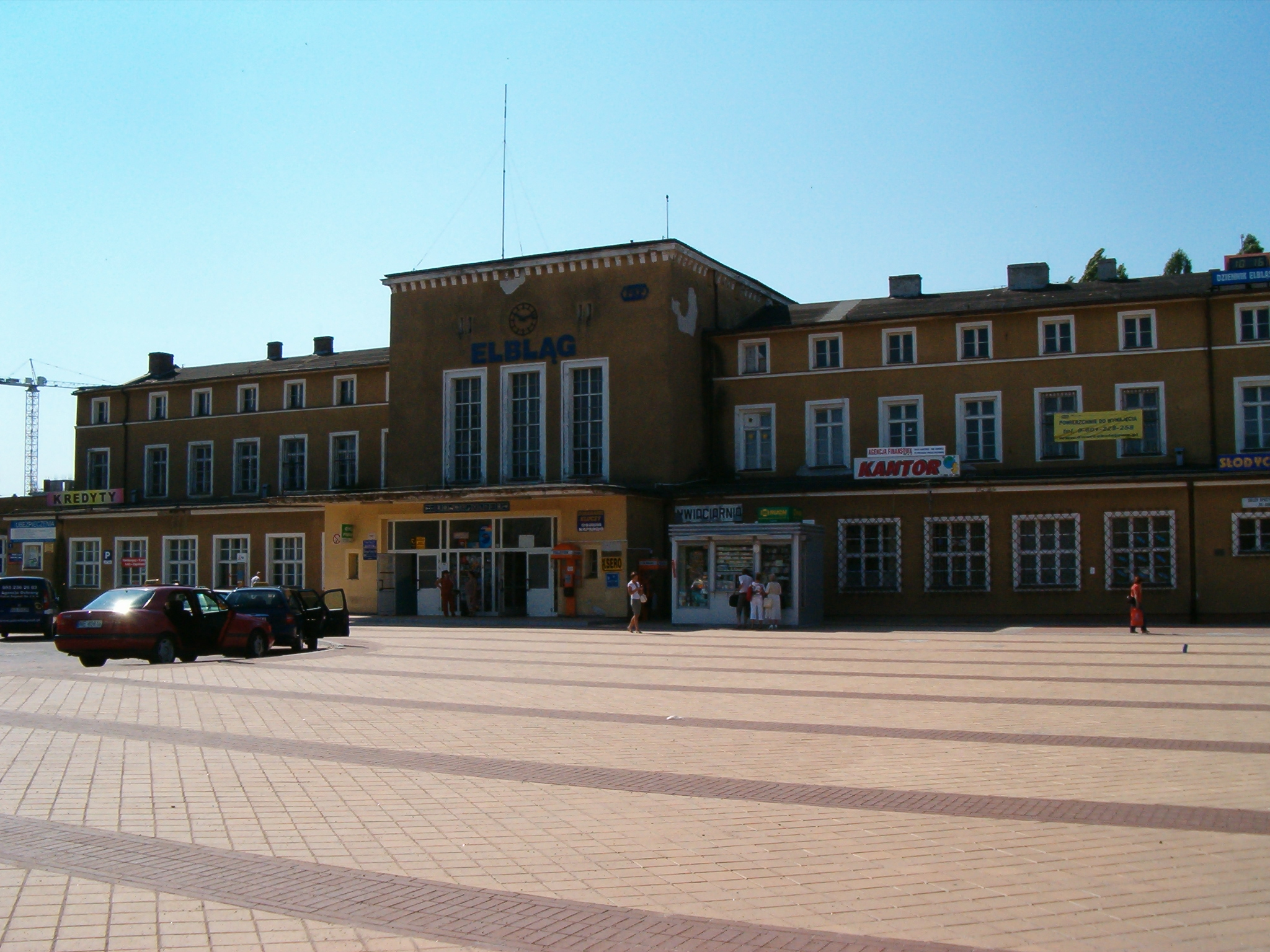
Dworzec przed modernizacją, 2008

W 1999 roku z okazji pielgrzymki Jana Pawła II do Elbląga zbudowano przejście podziemne, które umożliwia przejście na Zatorze.
W latach 2010–2011 przeszedł modernizację, która kosztowała 5,5 mln zł kosztem PKP SA i budżet państwa. Uroczyste otwarcie zmodernizowanego dworca miało miejsce 30 grudnia 2011.
W okresie od lipca 2017 do października 2018 kosztem 35 mln zł nad torami stacyjnymi powstał wiadukt, łączący dzielnicę Zatorze z centrum miasta. Inwestycję zrealizowało konsorcjum gdyńskich firm MTM S.A. i Vistal.
W 2019 roku w budynku dworca stanęły biletomaty.

## Lokomotywownia
W Elblągu funkcjonowała Lokomotywownia. Np. w 1941 była to Lokomotywownia Elbląg (Lokbf Elbing), zarządzana przez Lokomotywownię w Malborku (Bw Marienburg – Westpr).